# 集学的治療
集学的治療（しゅうがくてきちりょう、multidisciplinary therapy、multimodal therapy）とは、主にがん治療において、手術療法、放射線療法、薬物療法、免疫療法を総合的に組み合わせて治療に当たる事である。より広義には、副作用や合併症を和らげる支持療法や、心身の苦痛全般を和らげる緩和医療も含まれる。
各分野の専門医等が連携するので、患者一人一人の状態に合った治療を提供できる。

## 用語
multidisciplinary therapy：概念的。広汎な領域に渡る診療科・医師が複数参加する治療を意味する。
multimodal therapy：具象的。多手法的な癌治療を指す。

## 例

### アジュバント療法
手術と薬物療法の組み合わせで、術後補助化学療法とも呼ばれる。手術後に切除しきれなかった腫瘍を縮小・消滅させる事を目的に、薬物療法を実施する事。

### ネオアジュバント療法
手術と薬物療法の組み合わせで、術前補助化学療法とも呼ばれる。手術で腫瘍を完全切除する事を目的に、事前に薬物療法を行い腫瘍を縮小させる事。

### 化学放射線療法
放射線照射前、照射時、照射後に薬物療法を行い効果の増強を図る治療法。化学療法薬が放射線増感作用を持つ場合もある。

### 外科療法+放射線療法
同一病巣に対してアジュバント様の効果を期待する場合や手術範囲外の転移病巣に対して放射線療法を実施する場合がある。